# Spoed (televisieserie)
Spoed was een ziekenhuisserie van de Vlaamse commerciële televisiezender VTM, die later ook op de Nederlandse televisie door de TROS werd uitgezonden. De serie speelt zich af rond het beroeps- en privéleven van de dokters, verplegers, ambulanciers, patiënten en baliebediendes op de spoedafdeling van een "Algemeen Ziekenhuis" te Antwerpen.

## Geschiedenis
Tijdens de reeks vonden veel veranderingen plaats. Verpleegkundigen en dokters komen en gaan en het decor werd meermaals (licht) aangepast. Luc Gijsbrecht (Leo Madder) speelde de meeste afleveringen mee, namelijk van 1-204 oftewel 10 van de 11 seizoenen. Arlette Sterckx (Lies Weemaes) speelde ook een hele tijd mee: vanaf het begin tot aflevering 191, weliswaar met enkele korte onderbrekingen (gevangenisstraf, zwangerschapsverlof, ziekte, enz.). Vanaf seizoen 10 werd er ook voor een nieuwe intro gezorgd, ingezongen door Tess Goossens, terwijl dit de voorgaande 9 seizoenen een instrumentale song was. In de eerste seizoenen werd de nadruk vooral gelegd op de ongevallen en de belevenissen in het ziekenhuis zelf. De interventies die daarbij hoorden waren vaak erg spectaculair. Later, zeker tijdens de laatste seizoenen, spitste de reeks zich meer en meer toe op het privéleven van de personages. Ook waren er, vooral vanaf het zesde seizoen, steeds meer conflicten binnen het team.
Voor het maken van de serie kon men rekenen op medische ondersteuning van de dienst Spoedgevallen van het Universitair Ziekenhuis Antwerpen te Edegem, onder leiding van dokter Luc Beaucourt.
De eerste uitzending was op 24 januari 2000, de laatste aflevering verscheen op 26 februari 2008. In Nederland was de eerste aflevering op 28 juli 2002 te zien bij de TROS op Nederland 2. De laatste aflevering werd daar uitgezonden op 1 juni 2008.
VTM heeft de serie meerdere keren herhaald. Onder andere in 2009, 2010, 2012, 2017 en 2021. De serie is in Nederland niet meer herhaald.
Sinds 2019 is de serie terug te zien op het digitale mediaplatform VTM Go. Vanaf 9 februari 2021 zijn bijna alle afleveringen te bekijken.

## Dvd's
- In 2006 verscheen het eerste seizoen op dvd.
- Tussen 2013 en 2017 is de serie onder de Vlaamse Klassiekers-reeks volledig op dvd verschenen.

## Boeken
- Sinds 2015 zijn er ook boeken van de serie uitgegeven: [1]
  - Dokter Velghes laatste ingreep
  - De kracht van Valentijn
  - Een man om van te houden
  - Onverwachte gebeurtenissen

## Rolverdeling

### Artsen
| Acteur                    | Personage           | Aantal afleveringen | Aantal afleveringen | Aantal afleveringen | Aantal afleveringen | Aantal afleveringen | Aantal afleveringen | Aantal afleveringen | Aantal afleveringen | Aantal afleveringen | Aantal afleveringen | Aantal afleveringen | Aantal afleveringen |
| Acteur                    | Personage           | S01                 | S02                 | S03                 | S04                 | S05                 | S06                 | S07                 | S08                 | S09                 | S10                 | S11                 | Totaal              |
| ------------------------- | ------------------- | ------------------- | ------------------- | ------------------- | ------------------- | ------------------- | ------------------- | ------------------- | ------------------- | ------------------- | ------------------- | ------------------- | ------------------- |
| Leo Madder                | Luc Gijsbrecht      | 18                  | 16                  | 12                  | 40                  | 37                  | 25                  | 13                  | 13                  | 13                  | 13                  |                     | 200                 |
| Wim Van de Velde          | Jos Blijlevens      | 18                  | 16                  | 12                  | 40                  | 36                  | 3                   |                     |                     |                     |                     |                     | 125                 |
| Truus Druyts              | Barbara Dufour      | 18                  | 16                  | 12                  | 40                  | 35                  | 3                   |                     |                     |                     |                     |                     | 124                 |
| Christel Van Schoonwinkel | Kathy Pieters       |                     |                     |                     | 7                   | 30                  | 25                  | 13                  | 13                  | 13                  | 4                   |                     | 105                 |
| Sven De Ridder            | Steven Hofkens      |                     |                     |                     |                     | 3                   | 19                  | 10                  | 13                  | 11                  | 13                  | 13                  | 82                  |
| Ann Van den Broeck        | Iris Van de Vijver  |                     |                     |                     |                     |                     |                     | 12                  | 12                  | 12                  | 13                  | 13                  | 62                  |
| Herbert Bruynseels        | Koenraad De Koninck | 1                   | 16                  | 13                  | 30                  |                     |                     |                     |                     |                     |                     |                     | 60                  |
| Kürt Rogiers              | Filip Driessen      |                     |                     |                     |                     |                     |                     |                     | 6                   | 12                  | 13                  | 13                  | 44                  |
| Wim Stevens               | Kristof Welvis      | 9                   | 16                  | 8                   |                     |                     |                     |                     |                     |                     |                     |                     | 33                  |
| Karina Mertens            | Ellen Van Poel      |                     |                     |                     |                     |                     |                     |                     | 6                   | 13                  | 13                  |                     | 32                  |
| Peter Michel              | Geert Van Gestel    |                     |                     |                     | 26                  |                     |                     |                     |                     |                     |                     |                     | 26                  |
| Aza Declercq              | Ilse De Winne       |                     |                     |                     |                     |                     | 22                  | 2                   |                     |                     |                     |                     | 24                  |
| Bert Vannieuwenhuyse      | Ben De Man          |                     |                     |                     |                     |                     | 21                  |                     |                     |                     |                     |                     | 21                  |
| Mechtilde van Mechelen    | Christine N'Koto    |                     | 2                   | 10                  | 3                   |                     |                     |                     |                     |                     |                     |                     | 15                  |
| Kurt Vergult              | Patrick Mathijssen  |                     |                     |                     |                     |                     |                     | 12                  | 1                   |                     |                     |                     | 13                  |
| Veerle Dobbelaere         | Andrea Leroy        |                     |                     |                     |                     |                     |                     |                     |                     |                     |                     | 13                  | 13                  |
| Trine Thielen             | Evi Cauberghs       |                     |                     |                     |                     |                     |                     |                     |                     |                     |                     | 12                  | 12                  |
| Lore Dejonckheere         | Jana Stevens        |                     |                     |                     |                     |                     |                     |                     |                     |                     |                     | 12                  | 12                  |
| Sven Ronsijn              | Pieter Bouten       |                     |                     |                     |                     |                     |                     |                     |                     |                     |                     | 11                  | 11                  |
| Robert de la Haye         | Dirk Velghe         | 10                  |                     |                     |                     |                     |                     |                     |                     |                     |                     |                     | 10                  |
| Inge Paulussen            | Kris Jamaer         |                     |                     |                     |                     | 9                   |                     |                     |                     |                     |                     |                     | 9                   |
| Jochim Noels              | Sven Ongena         |                     |                     |                     |                     |                     |                     |                     | 7                   |                     |                     |                     | 7                   |
| Carl Ridders              | Koenraad Laenen     |                     |                     |                     |                     |                     |                     |                     | 6                   |                     |                     |                     | 6                   |

### Verpleegkundigen
| Acteur                | Personage             | Aantal afleveringen | Aantal afleveringen | Aantal afleveringen | Aantal afleveringen | Aantal afleveringen | Aantal afleveringen | Aantal afleveringen | Aantal afleveringen | Aantal afleveringen | Aantal afleveringen | Aantal afleveringen | Aantal afleveringen |
| Acteur                | Personage             | S01                 | S02                 | S03                 | S04                 | S05                 | S06                 | S07                 | S08                 | S09                 | S10                 | S11                 | Totaal              |
| --------------------- | --------------------- | ------------------- | ------------------- | ------------------- | ------------------- | ------------------- | ------------------- | ------------------- | ------------------- | ------------------- | ------------------- | ------------------- | ------------------- |
| Arlette Sterckx       | Lies Weemaes          | 18                  | 16                  | 12                  | 40                  | 35                  | 24                  | 13                  | 11                  | 12                  |                     |                     | 181                 |
| Anke Helsen           | Vanessa Meurant       | 13                  | 16                  | 12                  | 40                  | 37                  | 25                  |                     |                     |                     |                     |                     | 143                 |
| Gert Lahousse         | Bob Verly             | 4                   | 16                  | 12                  | 1                   | 24                  | 24                  | 12                  | 13                  | 13                  |                     |                     | 119                 |
| Anneke De Keersmaeker | Fien Aerts            |                     | 9                   | 11                  | 35                  | 14                  |                     |                     |                     |                     |                     |                     | 69                  |
| Magda Cnudde          | Bea Goossens          |                     |                     |                     |                     |                     |                     | 13                  | 12                  | 12                  | 13                  | 13                  | 63                  |
| Chadia Cambie         | Melinda De Cock       |                     |                     |                     |                     | 16                  | 24                  | 4                   | 2                   |                     |                     | 6                   | 52                  |
| Elise De Vliegher     | Fatima El Khaoui      |                     |                     |                     | 6                   | 20                  |                     |                     |                     |                     |                     |                     | 26                  |
| Govert Deploige       | Wim Michiels          |                     |                     |                     |                     |                     |                     |                     |                     |                     | 13                  | 13                  | 26                  |
| Nele Bauwens          | Anne-Sophie De Maeyer |                     |                     |                     |                     |                     |                     |                     |                     |                     | 13                  | 13                  | 26                  |
| Amaryllis Temmerman   | Femke Vincke          |                     |                     |                     |                     |                     |                     |                     |                     |                     | 10                  | 13                  | 23                  |
| Katrien De Becker     | Lynn Houben           |                     |                     |                     | 20                  |                     |                     |                     |                     |                     |                     |                     | 20                  |
| Karolien De Beck      | Britt De Poorter      |                     |                     |                     |                     |                     |                     | 11                  | 5                   | 2                   |                     |                     | 18                  |
| Anne Somers           | Anouk Van Diest       | 17                  |                     |                     |                     |                     |                     |                     |                     |                     |                     |                     | 17                  |
| Sébastien De Smet     | Sam Vermoessen        |                     |                     |                     |                     |                     |                     |                     |                     |                     | 13                  |                     | 13                  |

### Ambulanciers
| Acteur                | Personage      | Aantal afleveringen | Aantal afleveringen | Aantal afleveringen | Aantal afleveringen | Aantal afleveringen | Aantal afleveringen | Aantal afleveringen | Aantal afleveringen | Aantal afleveringen | Aantal afleveringen | Aantal afleveringen | Aantal afleveringen |
| Acteur                | Personage      | S01                 | S02                 | S03                 | S04                 | S05                 | S06                 | S07                 | S08                 | S09                 | S10                 | S11                 | Totaal              |
| --------------------- | -------------- | ------------------- | ------------------- | ------------------- | ------------------- | ------------------- | ------------------- | ------------------- | ------------------- | ------------------- | ------------------- | ------------------- | ------------------- |
| Rudy Morren           | Cisse Degroot  | 18                  | 16                  | 12                  | 39                  | 36                  | 1                   |                     |                     |                     |                     |                     | 122                 |
| Hans Van Cauwenberghe | Karel Staelens |                     |                     |                     |                     |                     | 4                   | 13                  | 12                  | 12                  | 13                  | 2                   | 56                  |
| Marc Peeters          | Fred Stevens   |                     |                     |                     |                     | 21                  | 5                   |                     |                     |                     |                     |                     | 26                  |
| Marc Lauwrys          | Staf Costers   |                     |                     |                     |                     | 1                   | 24                  |                     |                     |                     |                     |                     | 25                  |

### Overige personages
| Acteur                | Personage            | Aantal afleveringen | Aantal afleveringen | Aantal afleveringen | Aantal afleveringen | Aantal afleveringen | Aantal afleveringen | Aantal afleveringen | Aantal afleveringen | Aantal afleveringen | Aantal afleveringen | Aantal afleveringen | Aantal afleveringen |
| Acteur                | Personage            | S01                 | S02                 | S03                 | S04                 | S05                 | S06                 | S07                 | S08                 | S09                 | S10                 | S11                 | Totaal              |
| --------------------- | -------------------- | ------------------- | ------------------- | ------------------- | ------------------- | ------------------- | ------------------- | ------------------- | ------------------- | ------------------- | ------------------- | ------------------- | ------------------- |
| Jos Dom               | André Maenhout       | 1¹, 2               | 13                  | 6                   | 28                  | 8                   | 6                   | 1                   | 5                   | 4                   | 7                   | 2                   | 81                  |
| Mireille Leveque      | Anneke Wiels         | 12                  | 13                  | 10                  | 30                  | 1                   |                     |                     |                     |                     |                     |                     | 66                  |
| Peggy De Landtsheer   | Marijke Willems      |                     |                     |                     |                     | 19                  | 12                  | 10                  | 12                  | 7                   |                     |                     | 60                  |
| Vicky Florus          | Marie Van der Aa     | 13                  | 13                  | 9                   | 4                   |                     |                     |                     |                     |                     |                     |                     | 39                  |
| Monika Dumon          | Jeannine Somers      | 12                  | 13                  | 6                   |                     |                     |                     |                     |                     |                     |                     |                     | 31                  |
| John Willaert         | Karel Mijs           | 12                  | 13                  |                     |                     |                     |                     |                     |                     |                     |                     |                     | 25                  |
| Thomas Vanderveken    | Tom Gijsbrecht nr. 1 | 11                  |                     | 3                   |                     | 1                   | 1                   |                     |                     |                     |                     |                     | 16                  |
| Kurt Vandendriessche  | Tom Gijsbrecht nr. 2 |                     |                     |                     |                     |                     |                     | 5                   |                     |                     | 7                   |                     | 12                  |
| Caroline Maes         | Iris Van Hamme       | 7                   | 5                   |                     |                     |                     |                     |                     |                     |                     |                     |                     | 12                  |
| Marilou Mermans       | Christiane Van Breda | 12                  |                     |                     |                     |                     |                     |                     |                     |                     |                     |                     | 12                  |
| Tatyana Beloy         | Lisa Deprez          |                     |                     |                     |                     |                     |                     |                     |                     |                     |                     | 11                  | 11                  |
| Twiggy Bossuyt        | Tessa Certijn        |                     |                     | 8                   | 3                   |                     |                     |                     |                     |                     |                     |                     | 11                  |
| Wim Van Den Driessche | Pastoor Jo           |                     |                     |                     |                     | 6                   | 3                   | 2                   |                     |                     |                     |                     | 11                  |
| Myriam Bronzwaar      | Frie Van Assche      |                     |                     |                     |                     |                     |                     |                     |                     | 6                   | 3                   |                     | 9                   |
| Maarten Bosmans       | Harry Tabasco        |                     |                     |                     |                     |                     |                     |                     |                     |                     |                     | 9                   | 9                   |
| Katrien De Becker     | Sonja Tabasco        |                     |                     |                     |                     |                     |                     |                     |                     |                     |                     | 9                   | 9                   |

¹ Speelde wel een rol in dit seizoen maar niet als genoemd personage